# Iglokožci
Iglokóžci (znanstveno ime Echinodermata, iz grščine) so deblo morskih živali, najdemo pa jih na vseh globinah. Deblo se je pojavilo v zgodnjem kambriju in obsega okrog 7000 živečih vrst in 13.000 izumrlih. Danes živeče delimo na pet ali šest razredov (skupaj z razredom Concentricycloidea šest):
- Asteroidea (morske zvezde): okrog 1500 plenilskih vrst.
- Concentricycloidea: z značilnim vodnim žilnim sistemom; dve vrsti, nedavno združeni z razredom Asteroida.
- Crinoidea (morske lilije): okrog 600 vrst, ki se hranijo s filtriranjem delcev v vodi.
- Echinoidea (morski ježki): z značilnimi gibljivimi iglicami; okrog 1000 vrst.
- Holothuroidea (brizgači): razpotegnjene živali, ki spominjajo na kumaro; okrog 1000 vrst.
- Ophiuroidea (kačjerepi): iglokožci z največjim telesom; okrog 1500 vrst.

## Telesna zgradba
Vseh pet skupin ima podobno, skoraj enako zgradbo telesa:
- Osnovni gradbeni tipi so: brazdne nožice, endoskelet, usta
- Notranje ogrodje ali endoskelet se sestoji iz apnenčastih ploščic, ki se pri večini nahaja tik pod povrhnjico.
- Telesna simetrija: odrasli so radialno somerni, ličinke iglokožcev so bočno somerne.
- Prebavilo se začenja z usti na spodnji strani, končuje pa z zadnjično odprtino zgoraj.
- Izločal ni, nalogo deloma prevzema vodovodni sistem ali pa zapleten sistem celomskih votlin, podoben krvožilju.
- Krvožilja nimajo, imajo pa tako imenovan hemalni organ, ki ga tvori sistem lakum celomskega izvora (poteka skupaj s perihemalnim in vodovodnim sistemom).
- Živčevje je preprosto sestavljeno iz živčnega obroča in posameznih žarkastih radialnih živcev. Možganov nimajo.
- Čutila so: očesne pege, posamezne čutilne celice

Premikajo se s pomočjo brazdnih nožic in igel, pri tem pa izkoriščajo morske tokove.
Ustna odprtina se nadaljuje v prebavilo znotraj telesa in se konča z zadnjično odprtino. Usta se uporabljajo za vnos hrane, ko pa je proces prebavljanja končan se ostanek izloči skozi zadnjično odprtino.

## Glavne skupne značilnosti
- Peterostrana zgradba (petštevna, na zunaj žarkasto somerna) - le pri morskih ježkih in brizgačih je možna tudi bočna somernost.
- Kožni oklep iz apnenih ploščic, ki nastajajo v debeli usnjici - te ploščice so bodisi trden oklep ali pa se razvijejo v trdne grbina in bodice. Morski ježki lahko s posebnimi mišicami obračajo bodice na vse smeri.
- Vodovodno omrežje, ki je pravi cevovod, v katerega priteka voda skozi sitasto, preluknjano apneno ploščico. Od teh stranskih kanalov se odceplja veliko število drobnih cevčic, ki se končujejo v prisesnih nožicah. To so raztegljive cevke, ki imajo na korenu razširjen mešiček, na koncu pa prisesno ploščico. S krčenjem mešička lahko žival po volji stisne vodo v nožice, da se trdo napnejo in raztegnejo. Ko so se nožice dovolj raztegnile in prisesale, s svojim mišičjem iztisnejo vodo nazaj v mehurček, jih tako skrajšajo in z združenimi močmi potegnejo žival za seboj. Ima vlogo pri premikanju po prostoru, izmenjavanju plinov, izločenju presnovkov in prehranjevanju.

## Razmnoževanje
Razmnoževanje pri iglokožcih poteka bodisi nespolno z delitvijo celic bodisi spolno. Spolni organi imajo obliko preprostih grozdastih žlez z izvodili. Samci iglokožcev svoje spolne celice vbrizgavajo v morje, nato pride do zunanje osemenitve in oploditve. Ličinke prosto plavajo vse od oploditve jajčec do odrasle živali (večina jih ima venec migetalk za usmerjanje hrane proti ustom in za razširjanje ličink).